# Aristida cyanantha
Aristida cyanantha är en gräsart som beskrevs av Ernst Gottlieb von Steudel. Aristida cyanantha ingår i släktet Aristida och familjen gräs. Inga underarter finns listade i Catalogue of Life.